# Condado de Shawnee
El condado de Shawnee (en inglés: Shawnee County), fundado en 1855, es uno de 105 condados del estado estadounidense de Kansas. En el año 2009, el condado tenía una población de 176,255 habitantes y una densidad poblacional de 124 personas por km². La sede del condado es Topeka. El condado recibe su nombre en honor a la tribu Shawnee. El condado forma parte de área metropolitana de Topeka.

## Geografía
Según la Oficina del Censo, el condado tiene un área total de 1441 km² (556,4 mi²), de la cual 1424 km² (549,8 mi²) es tierra y 17 km² (6,6 mi²) (1.17%) es agua.

### Condados adyacentes
- Condado de Jackson (norte)
- Condado de Jefferson (noreste)
- Condado de Douglas (sureste)
- Condado de Osage (sur)
- Condado de Wabaunsee (oeste)
- Condado de Pottawatomie (noroeste)

## Demografía

Pirámide de edades

Según la Oficina del Censo en 2000, los ingresos medios por hogar en el condado eran de $40,988, y los ingresos medios por familia eran $51,464. Los hombres tenían unos ingresos medios de $35,586 frente a los $26,491 para las mujeres. La renta per cápita para el condado era de $20,904. Alrededor del 9.60% de la población estaban por debajo del umbral de pobreza.

## Transporte

### Autopistas principales
- Kansas Turnpike
- Interestatal 70
- Interestatal 335
- US-75
- US-40
- US-24
- K-4

## Localidades
Población estimada en 2006;
- Topeka, 126,327 (Sede)
- Silver Lake, 1,358
- Auburn, 1,131
- Rossville, 1,012
- Willard, 84

### Áreas no incorporadas
- Belmont
- Central Park
- Berryton
- Dover
- Eastboro
- East Topeka 3rd Ward
- Elmont
- Grove
- Highland Park
- Kiro
- Mathews Park
- Menoken
- Montara
- North Topeka
- Oakland
- Pauline
- Potwin
- Richland
- Spencer
- Tecumseh
- Terra Heights
- Valencia
- Wakarusa
- Watson

### Municipios
El condado de Shawnee está dividido entre 12 municipios. El condado tiene a Topeka como una ciudad independiente a nivel de gobierno, y todos los datos de población para el censo e las ciudades son incluidas en el municipio.

## Educación

### Distritos escolares
- Kaw Valley USD 321 (Sitio web)
- Wabaunsee East USD 330 (Sitio web)
- Jefferson West USD 340 (Sitio web)
- Seaman USD 345 (Sitio web)
- Silver Lake USD 372 (Sitio web)
- Santa Fe Trail USD 434 (Sitio web)
- Auburn-Washburn USD 437 (Sitio web)
- Shawnee Heights USD 450 (Sitio web)
- Topeka Public Schools USD 501 (Sitio web)